# زمین‌خزک بولیوی
زمین‌خزک بولیوی (نام علمی: Tarphonomus harterti) گونه‌ای از پرندگان در زیرتیرهٔ Furnariinae از تیرهٔ تنورمرغان(Furnariidae) است که در آرژانتین و بولیوی یافت می‌شود.